# Bret Easton Ellis
Bret Easton Ellis (Los Ángeles, 7 de marzo de 1964) es un novelista estadounidense, considerado el mayor exponente de la generación X en literatura, y uno de los autores posmodernos más relevantes de la actualidad. Escritor polémico, ha dejado a pocos lectores indiferentes, suscitando críticas negativas y positivas por igual. Ha sido considerado por algunos críticos como el nuevo Ernest Hemingway, para luego ser relegado a un segundo plano por muchos debido a la supuesta frialdad y escabrosidad de su prosa. Es, además, periodista, ensayista, editor de revistas literarias, conferenciante y académico.En 2024 dirigirá su primera película, Relapse.

## Biografía
Hijo de Robert Martin Ellis y Dale Ellis, crece en una familia de clase media en San Fernando Valley. Estudió en la Escuela Buckley, tras la cual pasó al Bennington College, en la ciudad homónima de Vermont. En este último está inspirado la ficticia escuela liberal de Artes Candem College en la novela Las leyes de la atracción. En esta etapa, en los años 80, fue teclista de varios grupos de música antes de que su primer libro fuera rechazado por la editorial por ser demasiado crudo y violento. Entonces escribió su primera novela, Less than Zero, publicada, siendo todavía estudiante, en 1985 y que le hizo millonario a los veinticuatro años de edad. La novela fue traducida al español un año después (1986) por Mariano Antolín Rato y publicada por la editorial Anagrama con el nombre de Menos que cero. En ella, Ellis relataba las vacaciones del hijo de unos magnates de Hollywood y sus amigos que transcurren entre coches de lujo, drogas y desenfreno.

Dos años después, publicó The Rules of Attraction, que, aunque no tuvo el mismo éxito que el libro anterior, lo confirmó como escritor estandarte de la Generación X al tratar de forma coral y con todo lujo de detalles las vidas de varios jóvenes estudiantes en una escuela de arte liberal, siguiendo una técnica literaria poco habitual: la mezcla de la visión individual de cada protagonista en forma de diario. Esta obra, al igual que la anterior, fue traducida por Mariano Antolín Rato en 1990, publicada por la editorial Anagrama y titulada Las leyes de la atracción. La novela fue llevada más tarde al cine con el título de Las reglas del juego.

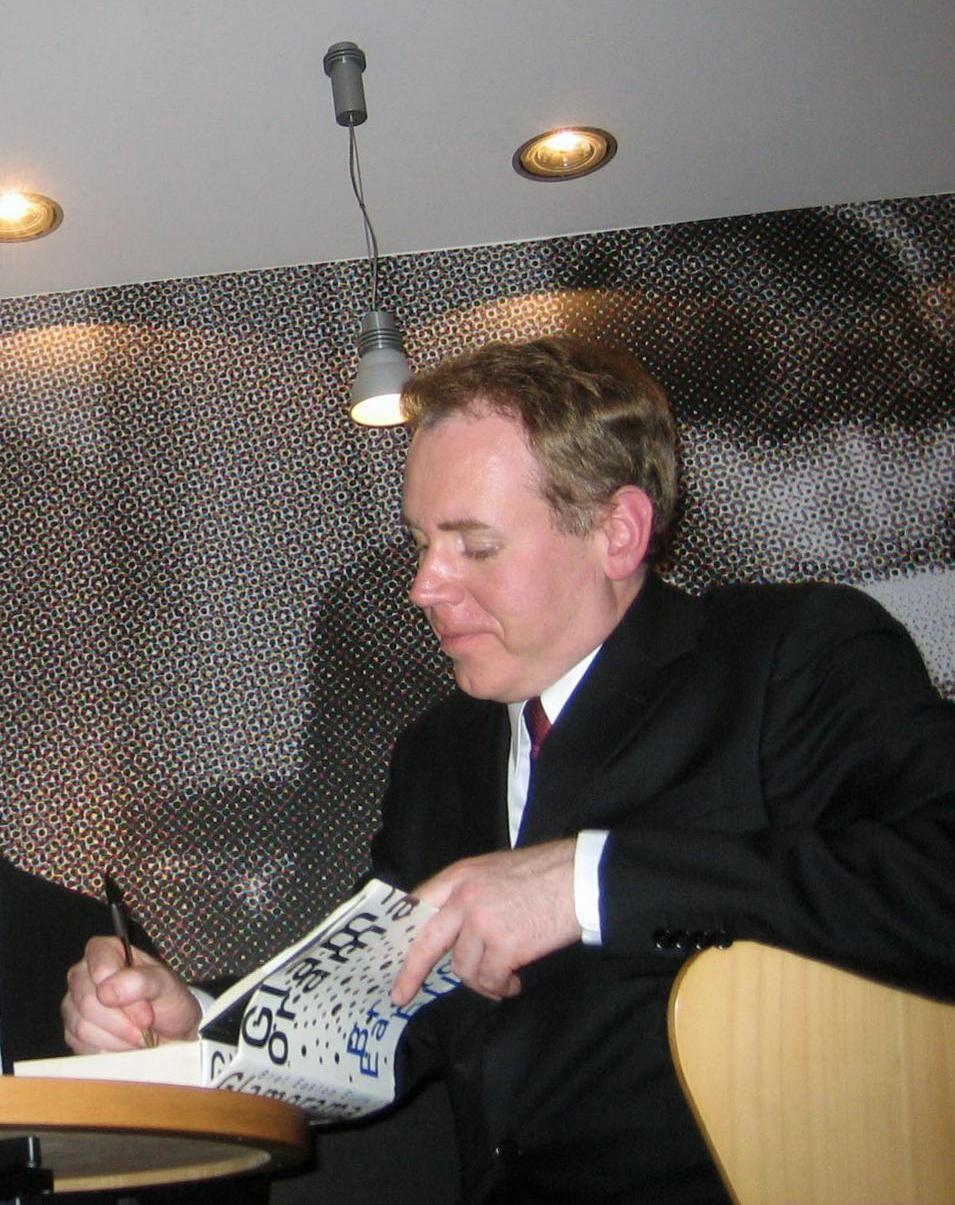
Bret Easton Ellis en Milán en 2005

Su mayor éxito literario llegó en 1991, con la publicación de American Psycho, su libro más controvertido, criticado, vilipendiado y alabado a la vez. La novela fue una vez más traducida por Mariano Antolín Rato en 1991 y publicada por la editorial Ediciones B,  conservando el título original. En el libro se narra con todo tipo de detalles (incluidos los más violentos y escabrosos) la doble vida del yuppie Patrick Bateman, ejecutivo impecable y a la vez asesino en serie por capricho e incluso aburrimiento. Muchos tacharon la novela como "peligrosamente misógina". Sin embargo, tras la filmación de una película basada en el libro -dirigida por Mary Harron y protagonizada por Christian Bale- se ha convertido en toda una obra de culto. Desde este momento, Ellis ha sido tildado de "nihilista", "misógino" o "enfant terrible", sin que ello pareciera disminuir su ya consolidada trayectoria como autor de moda.
Su vida personal se ha visto afectada por continuas intromisiones, especialmente debido al carácter social del escritor, habitual en todo tipo de fiestas y actos lúdicos de la clase yuppie norteamericana. Especial controversia produjo su condición sexual: Ellis era tenido por bisexual, aunque en el año 2005 rompió su silencio sobre sus preferencias, al confesar para The New York Times una relación de seis años con su mejor amigo y amante Michael Kaplan, fallecido en 2004. El propio Ellis dijo que «su muerte fue el catalizador para finalizar Lunar Park».
Después de American Psycho ha publicado Los confidentes (1994), Glamourama (1998), Lunar Park (2005) y Imperial Bedrooms (2010), esta última continuación de su primera novela, Menos que cero, veinticinco años después.
Su obra Glamourama fue publicada en español por primera vez en 1999 por la editorial Ediciones B, concretamente por la traductora Camila Batlles, y conservó su título original. Lunar Park fue traducida al español un año después de su publicación por Cruz Rodríguez Juiz y publicada con su título original ese mismo año por la editorial Mondadori. Finalmente, su libro más reciente, Imperial Bedrooms, se tradujo al español el mismo año de su publicación (2010). La edición española fue titulada Suites Imperiales, publicada por la editorial Mondadori y traducida por Aurora Echevarría Pérez.
Luego de 13 años publica su nueva novela traducida al español como Los destrozos, donde narra la historia de su último año de secundaria en 1981 y se enfoca en su relación con un nuevo estudiante llamado Robert Mallory y la tragedia que se desencadena.

## Argumentos y estilo de sus obras
Su obra habría sido traducida al menos a veintisiete idiomas. Sus novelas están escritas en un lenguaje claro, sintáctica y semánticamente fácil de seguir, con frases cortas, diálogos eficaces y rápidos y descripciones normalmente bien trabajadas. 
Sus obras definen perfectamente la corriente literaria de la Generación X. Así, transcurren siempre en ciudades estadounidenses, especialmente en lugares donde pueda reflejar el contraste profundo entre la decadencia moral y espiritual y la riqueza material de la clase alta norteamericana, verdadera protagonista de sus novelas, con el habitual contrapunto de elementos de la vida suburbana de la clase capitalista: drogas, alcohol, perversiones sexuales, prostitución o mendicidad. Los protagonistas son ególatras, superficiales o aparentemente superficiales, frívolos o violentos, sin más código moral que su instinto. Él mismo los describe como "personajes ricos, alienados y sexualmente ambiguos, propios del Reagan de los 80" en Lunar Park. Buen ejemplo de ello son Sean Bateman (Las leyes de la atracción), Patrick Bateman (American Psycho) o él mismo (en Lunar Park).
Así, la carencia de valores, la importancia exclusiva de lo material y lo nada trascendental forman parte de su crítica al sistema social en el que ha vivido inmerso desde su juventud.

## Obra

### Adaptaciones cinematográficas
- Less Than Zero/Golpe al sueño americano (Less Than Zero, basada en Menos que cero, dirigida por Marek Kanievska en 1987). Protagonizada por Andrew McCarthy, Robert Downey Jr. y Jami Gertz.
- American Psycho (American Psycho, dirigida por Mary Harron en 2000). Protagonizada por Christian Bale en el papel protagonista (Patrick Bateman), Reese Witherspoon, Chloë Sevigny, Jared Leto y Willem Dafoe.
- Las reglas del juego (The Rules of Attraction, dirigida por Roger Avary en 2002). Protagonizada por James Van Der Beek, Shannyn Sossamon e Ian Somerhalder.
- The Informers/Los confidentes (The Informers, dirigida por Gregor Jordan en 2009). Protagonizada por Billy Bob Thornton, Kim Basinger, Mickey Rourke, Winona Ryder y Brad Renfro.

### TV
- 1994 – Late Night with Conan O'Brien (episodio: "2 de agosto 1994" )
- 1995 – Lauren Hutton and ... (episodio: "Bret Easton Ellis" – 10 de octubre de 1995)
- 1995 – C.P.W. (episodio: "The History of Gil and Rachel" – 15 de nov 1995)
- 1998 – Ruby (episodio: "Episode #2.12" – 29 de julio de 1998)
- 2000 – Charlie Rose (episodio: "Episode 13 de abril 2000")
- 2005 – The Andrew Marr Show (episodio: "Episode #1.5" – 9 de octubre de 2005)
- 2005 – Le grand journal de Canal+ (episodio: "Episode 26 de octubre de 2005)
- 2005 – Tout le monde en parle (episodio: "Episode 29 de octubre de 2005)
- 2005 – Store Studio (episodio: "Episode #7.7" 31 de octubre de 2005)
- 2005 – Campus, le magazine de l'écrit (episodio: "Ainsi voit Lionel Jospin ..." – 3 de nov 2005)
- 2005 – Deadline (episodio: "Episode 6 de nov 2005)
- 2006 – Silenci? (episodio: "Episode #5.24" 30 de marzo de 2006)
- 2010 – The Playlist
- 2010 – Tavis Smiley (episodio: "Episode 29 de junio de 2010)
- 2010 – Le grand journal de Canal+ (episodio: "Episode 20 de septiembre de 2010)
- 2010 – Ànima (episodio: "Episode #4.9" – 8 de nov 2010)
- 2014 – Lindsay (episodio: "Part One" – 9 de marzo de 2014)

### Productor
- 2008 – The Informers
- 2013 – The Canyons